# Salamani
Salamani är en ort i Komorerna.   Den ligger i distriktet Anjouan, i den centrala delen av landet, 130 km öster om huvudstaden Moroni. Salamani ligger 339 meter över havet och antalet invånare är 320. Den ligger på ön Anjouan.
Terrängen runt Salamani är huvudsakligen kuperad, men österut är den bergig. Havet är nära Salamani åt sydväst. Runt Salamani är det tätbefolkat, med 790 invånare per kvadratkilometer. Närmaste större samhälle är Moutsamoudou, 8,4 km nordost om Salamani. I omgivningarna runt Salamani växer i huvudsak städsegrön lövskog.